# Nemčianska dolina

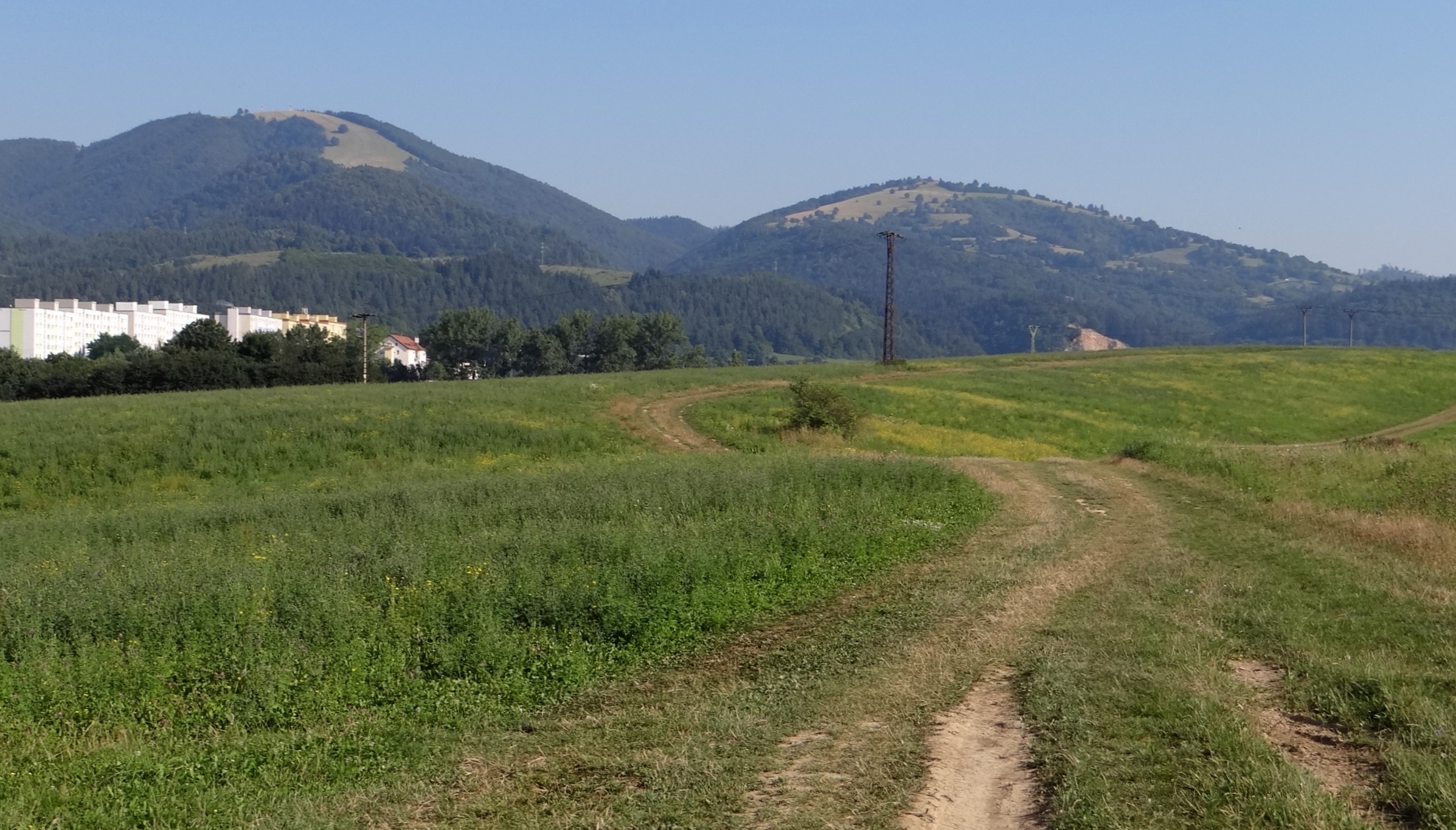
od lewej: Panský diel, Nemčianska dolina i Selčianský diel

Nemčianska dolina – dolina w Starohorskich Wierchach na Słowacji. Znajduje się w ich południowo-zachodniej części nad miastem Bańska Bystrzyca. Górą podchodzi pod wierzchołek 1007 m w głównym grzbiecie Starohorskich Wierchów. Orograficznie prawe zbocza doliny tworzy Panský diel (1010 m) i jego południowy grzbiet z wzniesieniami Hrádok (839 m) i Búčičie (629 m). Zbocza lewe tworzy Selčianský diel (935 m) i Kajchiar (617 m). Dnem doliny spływa Nemčianský potok. Dolina uchodzi do Doliny Górnego Hronu po wschodniej stronie miasta Bańska Bystrzyca.
W dolnej części Nemčianskiej doliny znajdują się miejscowości Nemce i Kynceľová. Górna, porośnięta lasem część doliny wchodzi w skład otuliny Parku Narodowego Niżne Tatry.
Na północnym grzbiecie szczytu Panský diel znajduje się ośrodek narciarski Šachtička. W Nemčianskiej dolinie działa jeden wyciąg narciarski wywożący narciarzy z dna doliny na szczyt Panskiego diela. Do dolnej stacji tego wyciągu dnem doliny prowadzi droga dojazdowa.